# Pching-ku

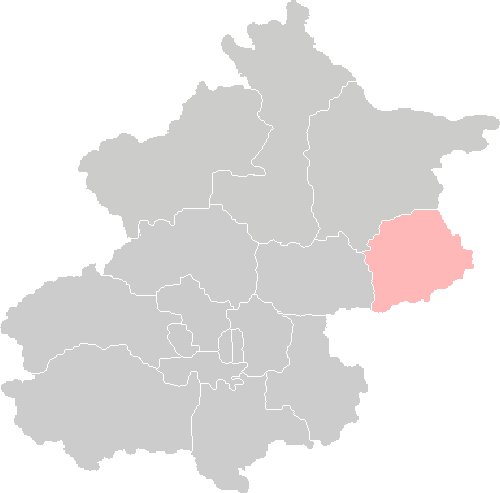
Poloha Pching-ku na mapě Pekingu

Obvod Pching-ku (čínsky v českém přepisu Pching-ku čchü, pchin-jinem Pínggǔ Qū, znaky zjednodušené 平谷区, tradiční 平谷區) je jeden z krajních východních městských obvodů v Pekingu, hlavním městě Čínské lidové republiky. Celý obvod má rozlohu 950 čtverečních kilometrů, sousedí s přístavní metropolí Tchien-ťinem a v roce 2000 v něm žilo bezmála čtyři sta tisíc obyvatel. V rámci Pekingu sousedí s okresem Mi-jün na severu a s obvodem Šun-i na západě.